# Kamélia (keresztnév)
A Kamélia újabb keletű névalkotás a kamélia virágnévből, ami Kamel (Camellus) botanikus nevéből ered.

## Gyakorisága
Az 1990-es években szórványos név, a 2000-es években nem szerepel a 100 leggyakoribb női név között.

## Névnapok
- augusztus 3.[2]
- szeptember 16.[2]